# Xyrichtys novacula
Il pesce pettine (Xyrichtys novacula Linnaeus, 1758) è un pesce osseo marino appartenente alla famiglia Labridae.

## Distribuzione e habitat
Questa specie è diffusa nell'Oceano Atlantico sia sul lato est (dalla Spagna al golfo di Guinea), sia su quello ovest (dalla Carolina del Nord al Brasile). Si trova anche nel Mar Mediterraneo, nel golfo del Messico, nel mar dei Caraibi e sulle coste delle isole Azzorre, Madeira, Canarie, Capo Verde e São Tomé. Lungo le coste italiane non è molto comune se non localmente, soprattutto in Sicilia.
L'ambiente di vita prediletto da questa specie è costituito dai fondi di sabbia sottile, soprattutto nei pressi di praterie di Cymodocea nodosa. Può tuttaia incontrarsi anche in ambienti con scogli o praterie di Posidonia oceanica purchè nei pressi vi siano zone sabbiose. Si incontra a profondità tra 1 e 90 metri ma comunemente fra 5 e 20 metri. In inverno migra a profondità maggiori.

## Descrizione

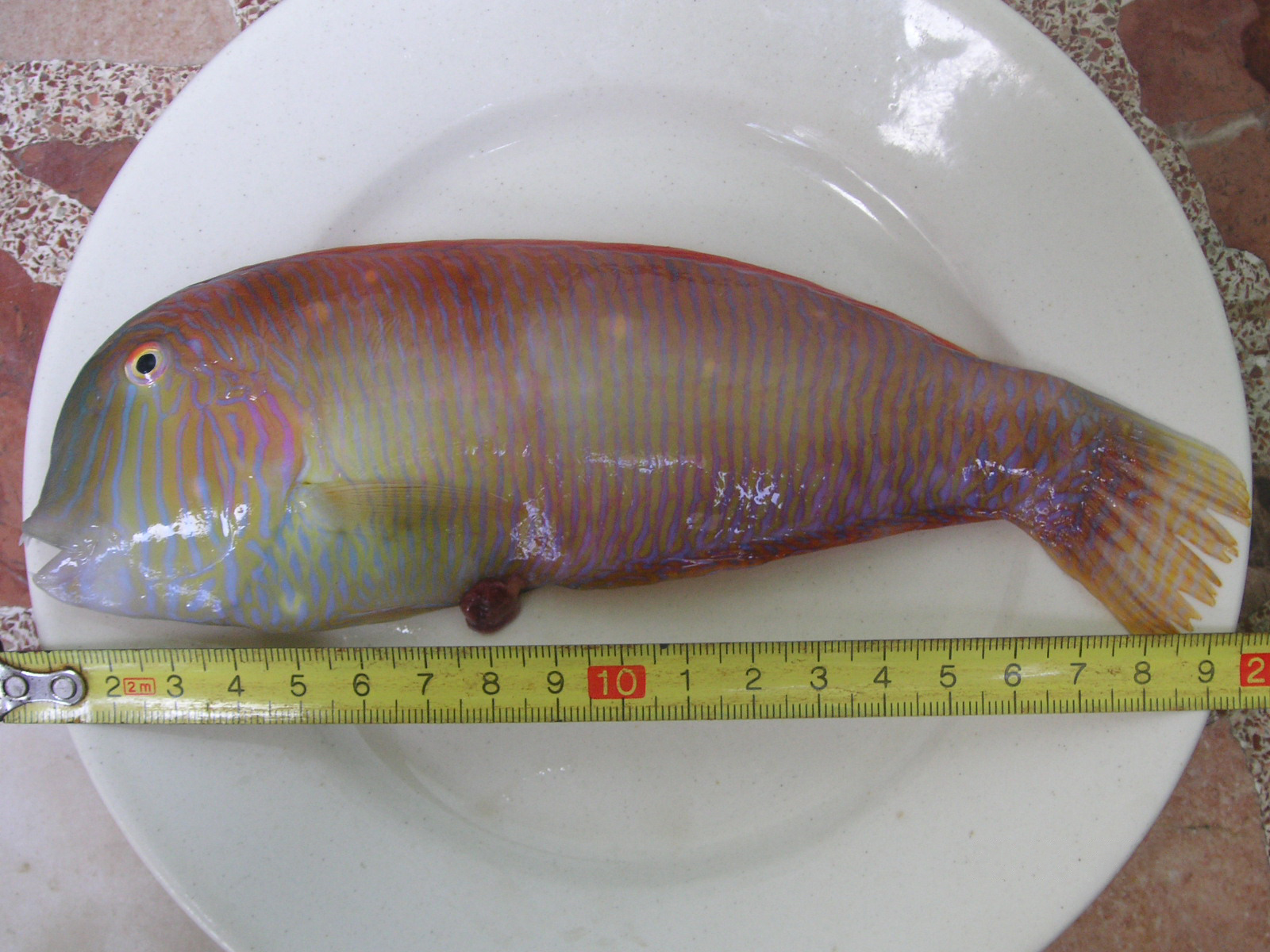
Un esemplare pescato

È molto diverso dagli altri labridi mediterranei: è infatti molto compresso lateralmente, ed ha un caratteristico profilo frontale ripidissimo e stretto a "lama". Gli occhi sono piccoli, posti in alto e la bocca è altrettanto piccola ed è situata in basso; è armata di robusti denti caniniformi di cui i due inferiori sporgono dalla bocca chiusa. La pinna dorsale è unica, lunga e bassa con 9-10 raggi spiniformi e 11-12 molli; l'anale simile ma più corta con 3 raggi spinosi e 11-13 raggi molli. La pinna caudale è corta e ha un profilo rotondeggiante. La linea laterale si interrompe all'altezza della parte posteriore della pinna dorsale per ripprendere più in basso e giungere fino al peduncolo caudale.
Il colore cambia a seconda dell'età e del sesso dell'esemplare. La livrea primaria, tipica delle femmine, ha colore roseo che si scurisce dorsalmente; presenta inoltre scaglie con lineette azzurre. Sulla testa e intorno all'occhio sono presenti caratteristiche linee verticali irregolari azzurre e giallo arancio chiaro. Le pinne dorsale, anale e caudale sono rosate con macchioline e linee blu, le altre pinne sono gialle. La livrea secondaria tipica dei maschi adulti è grigio verdastra con dominante giallastra e poche macchiette blu e rosee. I maschi adulti hanno inoltre profilo della testa più verticale e pinne ventrali più lunghe.
Cresce eccezionalmente fino a 38 cm, normalmente non supera i 20.

## Biologia
Può raggiungere gli 8 anni di età.

### Comportamento
Se disturbato si immerge istantaneamente nella sabbia immergendovisi a testa in avanti.

### Riproduzione
La specie, come molti labridi, è ermafrodita sequenziale proterogina, per cui tutti gli esemplari nascono femmine, diventando maschi a una lunghezza di circa 17 cm. Il maschio si circonda di un harem di femmine. La riproduzione avviene in estate. Le uova sono pelagiche, misurano circa 0,6 mm e sono dotate di una giocciolina di olio per favorire il galleggiamento. Le larve alla schiusa misurano 1,6 mm. I giovanili fino a una lunghezza variabile tra 3 e 6 cm hanno un aspetto diverso dagli adulti: i primi due raggi spinosi della dorsale sono allungati, il capo è meno alto, il profilo meno verticale e sui fianchi vi sono delle  macchie scure irregolari. 

### Alimentazione
Si ciba soprattutto di molluschi, crostacei e altri invertebrati bentonici che cerca nella sabbia. Talvolta si nutre anche di piccoli pesci.

## Pesca
Si cattura con tramagli, reti a strascico costiere come le sciabiche e abbocca facilmente alle lenze innescate con vermi marini. Le carni sono bianche, delicate e gustose, apprezzate soprattutto per le fritture. Quando viene staccato dall'amo tende a mordere la mano del pescatore, a causa dei denti appuntiti il morso può essere abbastanza doloroso.

## Conservazione
Il pesce pettine è comune nel suo areale, che è molto esteso. La pesca a cui è soggetto non ha caratteri di intensività e non si conoscono altre possibili cause di minaccia. Per questi motivi la IUCN classifica X. novacula come "a rischio minimo", la categoria di minaccia più bassa.